# Monture Canon EF

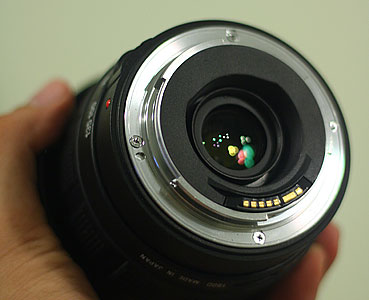
Contacts électriques plaqués or d'un objectif à monture EF.

Le système de monture Canon EF est la colonne vertébrale de la gamme des appareils photo Canon EOS et du Canon EF-M, fabriqués par la marque japonaise Canon,.
Il s'agit, tout comme la gamme FD, d'objectifs à baïonnette. EF est l'abréviation de Electro-Focus (« mise au point électrique ») ; la mise au point automatique dans le système EF est assurée par un moteur électrique intégré à l'objectif. L'interface entre le boîtier et l'objectif est réduite aux contacts électroniques, il n'y a ni levier ni came mécaniques.

## Histoire
Lorsque la monture EF est lancée en 1987, avec ses 54 mm de diamètre interne, elle est la plus grande de toutes les montures pour appareils 35 mm, permettant la conception d'objectifs à grande ouverture pour les boîtiers EOS.
En contraste avec la technologie de l'époque, la série EF emploie un moteur intégré à l'objectif lui-même pour l'autofocus. Ceci permet des objectifs autofocus sans interface mécanique avec la monture, toute la communication se faisant sous forme d'alimentation et de signaux électriques. Le mécanisme de la monture est ainsi plus durable ; par ailleurs, c'est toujours un moteur parfaitement adapté à l'objectif qui est monté.
La gamme EF s'est depuis développée en un système d'objectifs pour tous les usages, du paysage au portait en passant par le sport et le photojournalisme. Les objectifs Canon EF ont aussi été l'occasion du lancement commercial de nouvelles caractéristiques optiques ou mécaniques, comme le moteur ultrasonique (USM), le stabilisateur optique (IS), les optiques diffringentes (DO), et l'utilisation de fluorite et d'éléments asphériques dans la construction des objectifs de la série L.
En 2003, Canon lance la monture EF-S, variante de la monture EF, destinée aux boîtiers EOS à capteurs APS-C (à partir de l'EOS 300D). Les objectifs EF peuvent être montés sur les boîtiers à monture EF-S mais la réciproque n'est pas vraie, un anneau en caoutchouc sur l'objectif EF-S empêche son montage sur les appareils à monture EF.
En 2011, Canon lance le système EOS Cinéma avec les objectifs CN-E. Ces objectifs sont à réglage manuel uniquement et ne sont pas compatibles avec les appareils photo non EOS Cinéma.
En 2012, Canon lance la monture EF-M, conçue exclusivement pour les appareils photo hybrides EOS M. Cette monture, bien que mécaniquement différente des montures EF et EF-S, peut recevoir les objectifs EF et EF-S grâce à l'adaptateur de monture EF-EOS M. Contrairement aux EF et EF-S, les objectifs EF-M sont sans sélecteur de mise au point (AF/MF) et sans commutateur de stabilisation (IS ON/OFF).

## Technologies afférentes

### Entraînement ultrasonore
Les objectifs dotés de moteur ultrasonique (USM pour « Ultrasonic motor ») apparaissent avec le lancement du EF 300 mm f/2.8 USM en 1987. Canon est le premier fabricant à commercialiser avec succès la technologie USM. Les objectifs munis d'USM ont un autofocus rapide, silencieux et précis, et consomment moins d'énergie que les moteurs classiques.
Il existe deux types de moteurs USM : le « type en anneau » et le « micro USM ». Le type en anneau est toujours préférable à cause de ses performances et de son efficacité supérieures, et parce qu'il permet en permanence les corrections de mise au point manuelles sans sortir du mode autofocus. Le type Micro USM est employé dans les objectifs bon marché pour en maintenir le prix bas. Il est possible de permettre la mise au point manuelle en permanence avec le micro USM, mais cette solution est inélégante car elle demande des composantes mécaniques supplémentaires ; aussi n'est-elle réalisée que rarement.
Certains objectifs USM sont signalés par un anneau doré ou argenté, et par le label « Ultrasonic ». Certains des objectifs de la série L sont signalés par un emblème rouge assorti à l'anneau rouge de la série L.

### Entraînement par moteur pas à pas
Avec le développement  de la vidéo sur les réflex numériques, les objectifs classiques pour la photo se sont révélés mal adaptés à la fluidité des vidéos : conçus initialement pour la photo l'IS et l'USM se révèlent beaucoup trop rapides, générant alors des vidéos saccadées.
En 2012, Canon a mis au point les premiers objectifs à moteur pas à pas (STM pour  STepping Motor) qui permettent des vidéos fluides (mise au point en continu sur les sujets  mobiles avec présence éventuelle d'un IS modifié tenant compte des mouvements de l'utilisateur).

### Stabilisateur optique
L'une des contraintes en photographie est le flou de bougé, dû à la vibration naturelle de la main, et qui devient visible avec de longues expositions ou des longues focales. Le stabilisateur optique (IS) répond à ce problème par une correction optique à l'aide d'un système comprenant des gyroscopes et un groupe de lentilles qui se déplace en fonction des secousses. Ceci minimise, voire élimine les effets de petites vibrations sur l'image.
Une règle approximative en photographie classique est que de telles vibrations sont évitées si l'inverse du temps de pose est égal ou supérieur au chiffre de la longueur focale en mm (par exemple 1/60 s pour une focale de 50 mm, 1/250 pour une focale de 200 mm, et ainsi de suite). Les objectifs IS permettent de gagner jusqu'à trois ou quatre diaphragmes sur cette règle : ainsi un objectif de 50 mm pourrait être employé sans pied avec des temps de pose de 1/8s.
Canon a lancé plusieurs versions du système IS. Le premier système IS est utilisé sur le 75-300 mm f/4-5.6 IS USM de 1995 ; il prend environ une seconde à activer, offre environ deux diaphragmes supplémentaires, n'est pas adapté à l'utilisation sur un trépied (s'il ne détecte pas de mouvement, il peut provoquer lui-même des vibrations), et ne peut pas être utilisé pendant les mouvements panoramiques. La version suivante arrive dans le 300 mm f/4L IS USM en 1997 et ajoute le mode 2 adapté aux mouvements panoramiques. Le mode 2 détecte si le mouvement est horizontal ou vertical, et ne compense que les vibrations perpendiculaires au mouvement. En 1999, avec le lancement de nouveaux super-téléobjectifs IS (du 300 mm f/2.8L IS USM au 600 mm f/4L IS USM), la détection de trépied est ajoutée. En 2001, une nouvelle version du stabilisateur optique est créée pour le 70-200 mm f/2.8L IS USM : le temps de démarrage est réduit à une demi-seconde, et la stabilisation offre trois diaphragmes supplémentaires. Plus récemment en 2006, le 70-200 f/4L IS USM offre jusqu'à quatre diaphragmes.

### Optiques diffringentes
Les optiques diffringentes sont employées dans les objectifs qui, autrement, demanderaient des systèmes de lentilles gros et lourds. Les objectifs DO, en comparaison aux objectifs non DO de mêmes focale et ouverture, sont plus petits et plus légers. De plus, les objectifs DO ont une meilleure suppression des aberrations chromatiques, qui permettent des photographies plus piquées. L'aberration chromatique produite par la lentille DO est de direction opposée à celle produite par la lentille réfractive ; aussi, le couplage d'un élément diffringent et d'un élément réfractif annule l'aberration chromatique.
Les éléments DO sont extrêmement coûteux à cause de leur taux de rejet élevé, aussi ne sont-ils intégrés que dans des objectifs EF en série limitée. Actuellement (2015), seuls les objectifs EF 400 mm f/4 DO IS II USM et EF 70-300 mm f/4.5-5.6 DO IS USM contiennent des éléments DO.
Les objectifs DO sont marqués d'un anneau vert.

## Protocole de communication
Le protocole de communication entre le boîtier et l'objectif est le protocole SPI à 8 bits de données et 1 bit de stop (mode 3). Les contacts, dans le sens des aiguilles d'une montre en regardant l'objectif, sont :
| Nom   | Fonction                                                                                 | Notes                                                                         |
| ----- | ---------------------------------------------------------------------------------------- | ----------------------------------------------------------------------------- |
| VBat  | Alimentation +6 V des moteurs de l'autofocus                                             | Présents sur tous les boîtiers et objectifs EOS                               |
| P-Gnd | Masse                                                                                    | Présents sur tous les boîtiers et objectifs EOS                               |
| P-Gnd | Masse                                                                                    | Présents sur tous les boîtiers et objectifs EOS                               |
| VDD   | Alimentation logique +5,5 V                                                              | Présents sur tous les boîtiers et objectifs EOS                               |
| DCL   | Données du boîtier vers l'objectif (MOSI)                                                | Présents sur tous les boîtiers et objectifs EOS                               |
| DLC   | Données de l'objectif vers le boîtier (MISO)                                             | Présents sur tous les boîtiers et objectifs EOS                               |
| LCLK  | Signal d'horloge généré par le boîtier (SCLK, CPOL=1)                                    | Présents sur tous les boîtiers et objectifs EOS                               |
| D-GND | Masse logique                                                                            | Présents sur tous les boîtiers et objectifs EOS                               |
| COM1  | Commun du multiplicateur de focale,                                                      | Seulement sur la plupart des objectifs de série L et quelques objectifs macro |
| EXT0  | Court-circuit vers COM1 pour le 'Life Size Converter' et le convertisseur de focale 1.4× | Seulement sur la plupart des objectifs de série L et quelques objectifs macro |
| EXT1  | Court-circuit vers COM1 pour les convertisseurs de focale 2× et 1.4×                     | Seulement sur la plupart des objectifs de série L et quelques objectifs macro |

L'information issue de l'objectif est utilisée par le boîtier pour la mise au point et l'exposition, et sur les boîtiers numériques elle est utilisée pour enregistrer les paramètres de l'objectifs dans les données Exif des images.
Tous les objectifs à focale fixe de la série L 135mm ou supérieur, le 400mm DO (en), les zooms 70-200mm, les zooms 100-400mm (en), le zoom 200-400mm (en) et le 50mm Compact Macro ont trois contacts de communication supplémentaires. Ces contacts supplémentaires sont utilisés par les multiplicateurs de focale EF (en) et le Life-Size Converter EF pour indiquer à l'objectif le changement de focale pour qu'il puisse fournir la focale correcte et l'ouverture au boîtier lorsqu'il est monté sur un multiplicateur de focale. L'objectif réduit aussi la vitesse de l'autofocus lorsqu'un multiplicateur de focale est utilisé pour améliorer la précision de l'autofocus.

## Objectifs à monture EF

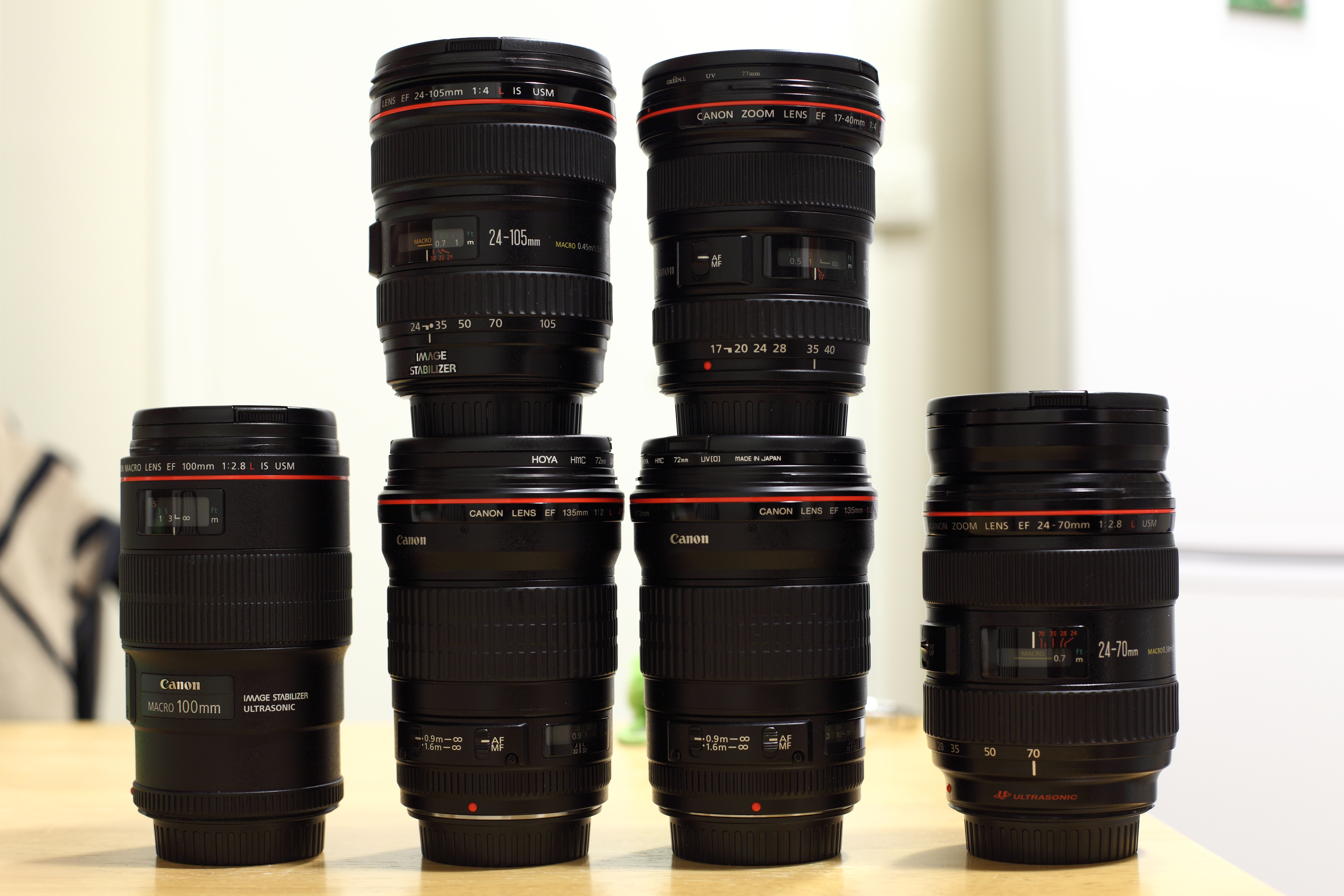
Plusieurs objectifs Canon de la série L.

La gamme d'objectifs EF de Canon est très développée avec 162 objectifs sortis en trente et un ans d'existence, dont 93 sont à focale fixe, 61 à focale variable (zooms) et 8 à bascule et décentrement. Deux d'entre eux sont également des objectifs fisheye et neuf des objectifs macro. La gamme compte aussi six multiplicateurs de focale et quatre bagues-allonge. 61 objectifs sont en cours de commercialisation en 2018.

### Focales variables
| Focale     | Ouverture maximale | Version                | Diamètre filtre (mm) | Masse (g) | Commercialisation [en cours] |
| ---------- | ------------------ | ---------------------- | -------------------- | --------- | ---------------------------- |
| 8–15 mm    | f/4                | L USM Fisheye          | –                    | 540       | juillet 2011                 |
| 11–24 mm   | f/4                | L USM                  | –                    | 1 180     | février 2015                 |
| 16–35 mm   | f/2,8              | L USM                  | 77                   | 600       | décembre 2001 – 2007         |
| 16–35 mm   | f/2,8              | L II USM               | 82                   | 640       | avril 2007 – 2017            |
| 16–35 mm   | f/2,8              | L III USM              | 82                   | 790       | septembre 2016               |
| 16–35 mm   | f/4                | L IS USM               | 77                   | 615       | juin 2014                    |
| 17–35 mm   | f/2,8              | L USM                  | 77                   | 545       | avril 1996 – 2001            |
| 17–40 mm   | f/4                | L USM                  | 77                   | 475       | mai 2003                     |
| 20–35 mm   | f/2,8              | L                      | 72                   | 570       | octobre 1989 – 1996          |
| 20–35 mm   | f/3,5–4,5          | USM                    | 77                   | 340       | mars 1993 – 2010             |
| 22–55 mm   | f/4–5,6            | USM                    | 58                   | 175       | mars 1998 – 2000             |
| 24–70 mm   | f/2,8              | L USM                  | 77                   | 950       | novembre 2002 – 2012         |
| 24–70 mm   | f/2,8              | L II USM               | 82                   | 805       | septembre 2012               |
| 24–70 mm   | f/4                | L IS USM               | 77                   | 600       | décembre 2012                |
| 24–85 mm   | f/3,5–4,5          | USM                    | 67                   | 380       | septembre 1996 – 2010        |
| 24–105 mm  | f/3,5–5,6          | IS STM                 | 77                   | 525       | décembre 2014                |
| 24–105 mm  | f/4                | L IS USM               | 77                   | 670       | octobre 2005 – 2018          |
| 24–105 mm  | f/4                | L IS II USM            | 77                   | 795       | septembre 2016               |
| 28–70 mm   | f/2,8              | L USM                  | 77                   | 880       | novembre 1993 – 2002         |
| 28–70 mm   | f/3,5–4,5          | –                      | 52                   | 300       | novembre 1987 – 1988         |
| 28–70 mm   | f/3,5–4,5          | II                     | 52                   | 285       | juin 1988 – <1993            |
| 28–80 mm   | f/2,8–4            | L USM                  | 72                   | 945       | avril 1989 – <1993           |
| 28–80 mm   | f/3,5–5,6          | –                      | 58                   | 200       | septembre 1996 – 1999        |
| 28–80 mm   | f/3,5–5,6          | II                     | 58                   | 200       | avril 1999 – 2000            |
| 28–80 mm   | f/3,5–5,6          | USM                    | 58                   | 330       | octobre 1991 – 1993          |
| 28–80 mm   | f/3,5–5,6          | II USM                 | 58                   | 200       | octobre 1993 – 1995          |
| 28–80 mm   | f/3,5–5,6          | III USM                | 58                   | 205       | août 1995 – 1996             |
| 28–80 mm   | f/3,5–5,6          | IV USM                 | 58                   | 200       | septembre 1996 – 1999        |
| 28–80 mm   | f/3,5–5,6          | V USM                  | 58                   | 200       | avril 1999 – 2000            |
| 28–90 mm   | f/4-5,6            | –                      | 58                   | 180       | septembre 2000 – 2003        |
| 28–90 mm   | f/4-5,6            | II                     | 58                   | 190       | septembre 2003 – 2004        |
| 28–90 mm   | f/4-5,6            | III                    | 58                   | 190       | septembre 2004 – 2010        |
| 28–90 mm   | f/4-5,6            | USM                    | 58                   | 190       | septembre 2000 – 2002        |
| 28–90 mm   | f/4-5,6            | II USM                 | 58                   | 190       | septembre 2002 – 2010        |
| 28–105 mm  | f/3,5–4,5          | USM                    | 58                   | 375       | novembre 1992 – 2000         |
| 28–105 mm  | f/3,5–4,5          | II USM                 | 58                   | 375       | octobre 2000 – 2010          |
| 28–105 mm  | f/4–5,6            | –                      | 58                   | 210       | septembre 2002 – 2010        |
| 28–105 mm  | f/4–5,6            | USM                    | 58                   | 210       | septembre 2002 – 2010        |
| 28–135 mm  | f/3,5–5,6          | IS USM                 | 72                   | 549       | février 1998 – 2013          |
| 28–200 mm  | f/3,5–5,6          | –                      | 72                   | 495       | septembre 2000 – 2010        |
| 28–200 mm  | f/3,5–5,6          | USM                    | 72                   | 500       | septembre 2000 – 2010        |
| 28–300 mm  | f/3,5–5,6          | L IS USM               | 77                   | 1 670     | juin 2004                    |
| 35–70 mm   | f/3,5–4,5          | –                      | 52                   | 245       | mars 1987 – 1988             |
| 35–70 mm   | f/3,5–4,5          | A                      | 52                   | 230       | octobre 1988 – <1993         |
| 35–80 mm   | f/4–5,6            | PZ                     | 52                   | 205       | mars 1990 – <1993            |
| 35–80 mm   | f/4–5,6            | –                      | 52                   | 180       | septembre 1990 – 1993        |
| 35–80 mm   | f/4–5,6            | II                     | 52                   | 170       | septembre 1993 – 1995        |
| 35–80 mm   | f/4–5,6            | III                    | 52                   | 175       | mars 1995 – 2005             |
| 35–80 mm   | f/4–5,6            | USM                    | 52                   | 170       | avril 1992 – 1998            |
| 35–105 mm  | f/3,5–4,5          | –                      | 58                   | 400       | mars 1987 – <1993            |
| 35–105 mm  | f/4,5–5,6          | –                      | 58                   | 280       | avril 1991 – 1994            |
| 35–105 mm  | f/4,5–5,6          | USM                    | 58                   | 280       | juin 1992 – 1997             |
| 35–135 mm  | f/3,5–4,5          | –                      | 58                   | 475       | juin 1988 – <1993            |
| 35–135 mm  | f/4–5,6            | USM                    | 58                   | 425       | mars 1990 – 1998             |
| 35–350 mm  | f/3,5–5,6          | L USM                  | 72                   | 1 385     | janvier 1993 – 2004          |
| 38–76 mm   | f/4,5–5,6          | –                      | 52                   | 155       | février 1995 – 1995          |
| 50–200 mm  | f/3,5–4,5          | –                      | 58                   | 690       | décembre 1987 – <1993        |
| 50–200 mm  | f/3,5–4,5          | L                      | 58                   | 695       | juin 1988 – <1993            |
| 55–200 mm  | f/4,5–5,6          | USM                    | 52                   | 310       | mars 1998 – 2003             |
| 55–200 mm  | f/4,5–5,6          | II USM                 | 52                   | 310       | septembre 2003 – 2010        |
| 70-200 mm  | f/2,8              | L USM                  | 77                   | 1 310     | mars 1995                    |
| 70-200 mm  | f/2,8              | L IS USM               | 77                   | 1 590     | septembre 2001 – 2010        |
| 70-200 mm  | f/2,8              | L IS II USM            | 77                   | 1 490     | mars 2010 – 2018             |
| 70-200 mm  | f/2,8              | L IS III USM           | 77                   | 1 480     | juin 2018                    |
| 70-200 mm  | f/4                | L USM                  | 67                   | 705       | septembre 1999               |
| 70-200 mm  | f/4                | L IS USM               | 67                   | 760       | novembre 2006 – 2018         |
| 70-200 mm  | f/4                | L IS II USM            | 72                   | 780       | juin 2018                    |
| 70–210 mm  | f/3,5–4,5          | USM                    | 58                   | 550       | juin 1990 – 1997             |
| 70–210 mm  | f/4                | –                      | 58                   | 605       | mai 1987 – <1993             |
| 70–300 mm  | f/4–5,6            | IS USM                 | 58                   | 630       | octobre 2005                 |
| 70–300 mm  | f/4–5,6            | IS II USM              | 67                   | 710       | septembre 2016               |
| 70–300 mm  | f/4–5,6            | DO IS USM              | 58                   | 720       | juin 2004                    |
| 70–300 mm  | f/4–5,6            | L IS USM               | 67                   | 1 050     | novembre 2010                |
| 75–300 mm  | f/4–5,6            | –                      | 58                   | 500       | mars 1991 – 1995             |
| 75–300 mm  | f/4–5,6            | II                     | 58                   | 480       | juillet 1995 – 1999          |
| 75–300 mm  | f/4–5,6            | III                    | 58                   | 480       | avril 1999                   |
| 75–300 mm  | f/4–5,6            | USM                    | 58                   | 495       | juin 1992 – 1995             |
| 75–300 mm  | f/4–5,6            | II USM                 | 58                   | 480       | mars 1995 – 1999             |
| 75–300 mm  | f/4–5,6            | III USM                | 58                   | 480       | avril 1999                   |
| 75–300 mm  | f/4–5,6            | IS USM                 | 58                   | 650       | septembre 1995 – 2005        |
| 80–200 mm  | f/2,8              | L                      | 72                   | 1 330     | septembre 1989 – 1995        |
| 80–200 mm  | f/4,5–5,6          | –                      | 52                   | 275       | novembre 1990 – 1995         |
| 80–200 mm  | f/4,5–5,6          | II                     | 52                   | 250       | mars 1995 – 1997             |
| 80–200 mm  | f/4,5–5,6          | USM                    | 52                   | 260       | juin 1992 – 1997             |
| 90–300 mm  | f/4,5–5,6          | –                      | 58                   | 420       | septembre 2003 – 2010        |
| 90–300 mm  | f/4,5–5,6          | USM                    | 58                   | 420       | septembre 2002 – 2010        |
| 100–200 mm | f/4,5              | A                      | 58                   | 520       | décembre 1988 – <1993        |
| 100–300 mm | f/4,5–5,6          | USM                    | 58                   | 540       | juin 1990 – 2010             |
| 100–300 mm | f/5,6              | –                      | 58                   | 685       | mars 1987 – 1990             |
| 100–300 mm | f/5,6              | L                      | 58                   | 695       | juin 1987 – 1999             |
| 100–400 mm | f/4,5–5,6          | L IS USM               | 77                   | 1 360     | novembre 1998 – 2014         |
| 100–400 mm | f/4,5–5,6          | L IS II USM            | 77                   | 1 640     | décembre 2014                |
| 200–400 mm | f/4                | L IS USM Extender 1,4x | 52 (interne)         | 3 620     | mai 2013                     |

### Focales fixes
| Focale   | Ouverture maximale | Version        | Diamètre filtre (mm) | Masse (g) | Commercialisation [en cours] |
| -------- | ------------------ | -------------- | -------------------- | --------- | ---------------------------- |
| 14 mm    | f/2,8              | L USM          | –                    | 560       | décembre 1991 – 2007         |
| 14 mm    | f/2,8              | L II USM       | –                    | 645       | septembre 2007               |
| 15 mm    | f/2,8              | Fisheye        | –                    | 330       | avril 1987 – 2010            |
| 20 mm    | f/2,8              | USM            | 72                   | 405       | juin 1992                    |
| 24 mm    | f/1,4              | L USM          | 77                   | 550       | décembre 1997 – 2009         |
| 24 mm    | f/1,4              | L II USM       | 77                   | 650       | décembre 2008                |
| 24 mm    | f/2,8              | –              | 58                   | 270       | novembre 1988 – 2012         |
| 24 mm    | f/2,8              | IS USM         | 58                   | 280       | juin 2012                    |
| 28 mm    | f/1,8              | USM            | 58                   | 310       | septembre 1995               |
| 28 mm    | f/2,8              | –              | 52                   | 185       | avril 1987 – 2012            |
| 28 mm    | f/2,8              | IS USM         | 58                   | 260       | juin 2012                    |
| 35 mm    | f/1,4              | L USM          | 72                   | 580       | décembre 1998 – 2015         |
| 35 mm    | f/1,4              | L II USM       | 72                   | 760       | octobre 2015                 |
| 35 mm    | f/2                | –              | 52                   | 210       | octobre 1990 – 2012          |
| 35 mm    | f/2                | IS USM         | 67                   | 335       | décembre 2012                |
| 40 mm    | f/2,8              | STM            | 52                   | 130       | juin 2012                    |
| 50 mm    | f/1,0              | L USM          | 72                   | 985       | septembre 1989 – 2000        |
| 50 mm    | f/1,2              | L USM          | 72                   | 590       | janvier 2007                 |
| 50 mm    | f/1,4              | USM            | 58                   | 290       | juin 1993                    |
| 50 mm    | f/1,8              | –              | 52                   | 190       | mars 1987 – 1990             |
| 50 mm    | f/1,8              | II             | 52                   | 130       | décembre 1990 – 2015         |
| 50 mm    | f/1,8              | STM            | 49                   | 159       | mai 2015                     |
| 50 mm    | f/2,5              | Compact Macro  | 52                   | 280       | décembre 1987                |
| 85 mm    | f/1,2              | L USM          | 72                   | 1 025     | septembre 1989 – 2006        |
| 85 mm    | f/1,2              | L II USM       | 72                   | 1 025     | mars 2006                    |
| 85 mm    | f/1,4              | L IS USM       | 77                   | 960       | septembre 2017               |
| 85 mm    | f/1,8              | USM            | 58                   | 425       | juillet 1992                 |
| 100 mm   | f/2                | USM            | 58                   | 460       | octobre 1991                 |
| 100 mm   | f/2,8              | Macro          | 52                   | 650       | avril 1990 – 1999            |
| 100 mm   | f/2,8              | Macro USM      | 58                   | 600       | mars 2000                    |
| 100 mm   | f/2,8              | L Macro IS USM | 67                   | 625       | octobre 2009                 |
| 135 mm   | f/2                | L USM          | 72                   | 750       | avril 1996                   |
| 135 mm   | f/2,8              | Softfocus      | 52                   | 390       | octobre 1987 – 2013          |
| 180 mm   | f/3,5              | L Macro USM    | 72                   | 1 090     | avril 1996                   |
| 200 mm   | f/1,8              | L USM          | 48 (interne)         | 3 000     | novembre 1988 – 2003         |
| 200 mm   | f/2                | L IS USM       | 52 (interne)         | 2 520     | avril 2008                   |
| 200 mm   | f/2,8              | L USM          | 72                   | 790       | décembre 1991 – 1996         |
| 200 mm   | f/2,8              | L II USM       | 72                   | 765       | mars 1996                    |
| 300 mm   | f/2,8              | L USM          | 48 (interne)         | 2 855     | novembre 1987 – 1999         |
| 300 mm   | f/2,8              | L IS USM       | 52 (interne)         | 2 550     | juillet 1999 – 2011          |
| 300 mm   | f/2,8              | L IS II USM    | 52 (interne)         | 2 350     | août 2011                    |
| 300 mm   | f/4                | L USM          | 77                   | 1 165     | décembre 1991 – 1997         |
| 300 mm   | f/4                | L IS USM       | 77                   | 1 190     | mars 1997                    |
| 400 mm   | f/2,8              | L USM          | 48 (interne)         | 6 100     | avril 1991 – 1996            |
| 400 mm   | f/2,8              | L II USM       | 48 (interne)         | 5 910     | mars 1996 – 1999             |
| 400 mm   | f/2,8              | L IS USM       | 52 (interne)         | 5 370     | septembre 1999 – 2011        |
| 400 mm   | f/2,8              | L IS II USM    | 52 (interne)         | 3 850     | août 2011                    |
| 400 mm   | f/2,8              | L IS III       | 52 (interne)         | 2 840     | décembre 2018                |
| 400 mm   | f/4                | DO IS USM      | 52 (interne)         | 1 940     | décembre 2001 – 2014         |
| 400 mm   | f/4                | DO IS II USM   | 52 (interne)         | 2 100     | novembre 2014                |
| 400 mm   | f/5,6              | L USM          | 77                   | 1 250     | mai 1993                     |
| 500 mm   | f/4                | L IS USM       | 52 (interne)         | 3 870     | juillet 1999 – 2011          |
| 500 mm   | f/4                | L IS II USM    | 52 (interne)         | 3 190     | mai 2011                     |
| 500 mm   | f/4,5              | L USM          | 48 (interne)         | 3 000     | mars 1992 – 1999             |
| 600 mm   | f/4                | L USM          | 48 (interne)         | 6 000     | novembre 1988 – 1999         |
| 600 mm   | f/4                | L IS USM       | 52 (interne)         | 5 360     | septembre 1999 – 2011        |
| 600 mm   | f/4                | L IS II USM    | 52 (interne)         | 3 920     | juin 2011                    |
| 600 mm   | f/4                | L IS III       | 52 (interne)         | 3 050     | décembre 2018                |
| 800 mm   | f/5,6              | L IS USM       | 52 (interne)         | 4 500     | mai 2008                     |
| 1 200 mm | f/5,6              | L USM          | 48 (interne)         | 16 500    | juillet 1993 – 2005          |

### Objectifs spéciaux
Tous les objectifs spéciaux sont à mise au point manuelle, sans autofocus, et ne sont donc pas notés EF (pour Electro Focus) comme tout le reste de la gamme. Les objectifs à bascule et décentrement sont notés TS-E (pour Tilt-Shift), tandis que l'objectif macro spécial est noté MP-E (pour Macro Photography).
| Focale      | Ouverture maximale | Version          | Diamètre filtre (mm) | Masse (g) | Commercialisation [en cours] |
| ----------- | ------------------ | ---------------- | -------------------- | --------- | ---------------------------- |
| TS-E 17 mm  | f/4                | L                | –                    | 820       | juin 2009                    |
| TS-E 24 mm  | f/3,5              | L                | 72                   | 570       | avril 1991 – 2009            |
| TS-E 24 mm  | f/3,5              | L II             | 82                   | 780       | juin 2009                    |
| TS-E 45 mm  | f/2,8              | –                | 72                   | 645       | avril 1991 – 2017            |
| TS-E 50 mm  | f/2,8              | L Macro          | 77                   | 945       | septembre 2017               |
| MP-E 65 mm  | f/2,8              | 1-5x Macro Photo | 58                   | 710       | septembre 1999               |
| TS-E 90 mm  | f/2,8              | –                | 58                   | 550       | avril 1991 – 2017            |
| TS-E 90 mm  | f/2,8              | L Macro          | 77                   | 915       | septembre 2017               |
| TS-E 135 mm | f/4                | L Macro          | 82                   | 1 110     | septembre 2017               |

### Accessoires
| Type                   | Version | Masse (g) | Commercialisation [en cours] |
| ---------------------- | ------- | --------- | ---------------------------- |
| Multiplicateur EF 1,4x | –       | 200       | novembre 1988 – 2001         |
| Multiplicateur EF 1,4x | II      | 220       | mars 2001 – 2010             |
| Multiplicateur EF 1,4x | III     | 225       | décembre 2010                |
| Multiplicateur EF 2x   | –       | 240       | octobre 1987 – 2001          |
| Multiplicateur EF 2x   | II      | 265       | mars 2001 – 2010             |
| Multiplicateur EF 2x   | III     | 325       | décembre 2010                |
| Tube allonge EF 12     | –       | 66        | 1989/93 – 2004               |
| Tube allonge EF 12     | II      | 66        | 2004                         |
| Tube allonge EF 25     | –       | 125       | 1989/93 – 2004               |
| Tube allonge EF 25     | II      | 95        | 2004                         |

## Compatibilité

### Autres montures de Canon
Il est possible d'utiliser les objectifs de l'ancienne monture FD sur les boîtiers de la nouvelle monture EF grâce à l'adaptateur FD-EOS de Canon. Ce dernier est composé d'éléments optiques pour permettre la mise au point à l'infini. Si l'adaptateur de Canon est rare et cher, il existe d'autres convertisseurs bon marché dont la qualité peut cependant laisser à désirer.
Les objectifs EF peuvent être montés directement, sans bague d'adaptation, sur les boîtiers reflex APS-C de monture EF-S. Ils peuvent également être utilisés avec les montures EF-M et RF équipant les gammes d'hybrides grâce à des bagues d'adaptations,,.

### Montures de fabricants tiers
Au vu du large choix d'objectifs EF et du relativement faible tirage mécanique de la monture (44 mm) permettant l'utilisation d'adapteurs pour y utiliser des objectifs prévus pour la Nikon F, l'Olympus OM, la Leica R et la M42, etc ; certains constructeurs développent des caméras équipées directement d'une monture EF, comme Red ou Blackmagic Design.

### Objectifs de fabricants tiers
De nombreux objectifs compatibles avec la monture EF sont fabriqués par des constructeurs tiers tels que Sigma (une trentaine de références), Tamron (une vingtaine), Carl Zeiss (une vingtaine), Samyang (une dizaine), Rokinon, Irix ou Tokina (une dizaine). Canon déconseille évidemment l'emploi de ces objectifs conçus par rétro-ingénierie qui peuvent poser des problèmes de compatibilité, notamment en passant d'une génération de boîtiers à une autre. Mais ils sont souvent moins chers avec une qualité optique parfois même équivalente aux objectifs Canon. Ils peuvent également correspondre à des besoins spécifiques (objectifs spéciaux, focales inhabituelles...) auxquels Canon n'a pas apporté de réponse.